# МАПО
Московское авиационное производственное объединение имени П. В. Дементьева (МАПО им. Дементьева) — крупный производитель самолётов в СССР, известный прежде всего боевыми самолётами МиГ. Численность сотрудников на 2011 год: 10,5 тыс. человек 
В разные годы в КБ завода работали Н. Н. Поликарпов, Д. П. Григорович, А. И. Микоян, М. И. Гуревич и другие конструкторы.

## История
Ведёт отсчёт своей истории от 1909 года, когда на этом заводе (до революции назывался «Дукс») был изготовлен первый самолёт. После национализации (1918) «Дукс» был переименован в Государственный авиационный завод № 1, затем в завод №1 и завод №30. 
В 1965 году получил название Московский машиностроительный завод (ММЗ) «Знамя Труда», в 1973 году преобразован в Московское авиационное производственное объединение (МАПО). С 1991 года — МАПО им. П.В. Дементьева, с 1995 года — МАПО «МиГ». Имеет сборочный филиал в Луховицах (Луховицкий машиностроительный завод, ныне Луховицкий авиационный завод им. П.А. Воронина.).